# ザ・チャイルド (1976年の映画)
『ザ・チャイルド』（原題：¿Quién puede matar a un niño?/Who Can Kill a Child? 意味：誰が子供を殺せるのか？）は、1976年制作のスペインのホラー映画。

## 概要
スペインのとある孤島を舞台に、ある日突然子供たちが大人を惨殺し始めるという異色のホラー映画。ファン・ホセ・プランスの小説“El juego de los niños”（意味：子供の遊び）の映画化作品。
制作当時は1970年代のオカルト・ホラー映画ブームの真っただ中で、スペイン産のホラー映画という珍しさに加えて、ショッキングな映像・ストーリーが見る者を魅了し、翌1977年のアボリアッツ・ファンタスティック国際映画祭で批評家賞を受賞するなど高い評価を受け、現在もホラー映画ファンにカルト的人気を誇っている。
何故子供たちが大人を襲い始めたのか、その原因については明らかにされないが、冒頭の8分間、世界中のあらゆる戦争・紛争・内戦（アウシュヴィッツ、朝鮮戦争、インドシナ戦争、ビアフラ戦争など）で犠牲になった子供たちの映像がナレーションと子供たちのハミングや笑い声と共に流れた後、本編へと入る事から、こういった戦争や紛争で犠牲になった何の罪もない子供たちの怨念が大人たちへの復讐のために、今の子供たちに乗り移ったことを暗示させる内容となっている。
アルフレッド・ヒッチコック監督の映画『鳥』へのオマージュ的作品でもある。

## あらすじ
スペインの港町ベナビスにバカンスにやってきたイギリス人生物学者トムと妊娠中の妻エヴリンは喧騒を避けて、アルマンソーラという小さな離島へと向かう。
港に着いた2人は村にいるのが子供たちばかりで、大人の姿が全くない事を不審に思う。子供たちが突如大人たちを襲い始め、次々と惨殺していたのだ。

## キャスト
| 役名             | 俳優                 | 日本語吹替                                                           |
| 役名             | 俳優                 | TBS版                                                                |
| ---------------- | -------------------- | -------------------------------------------------------------------- |
| トム             | ルイス・フィアンダー | 西沢利明                                                             |
| エヴリン         | プルネラ・ランサム   | 北島マヤ                                                             |
| エンリケ         | ルイス・シヘス       | 曽我部和行                                                           |
| 少女の父親       | アントニオ・イランソ | 亀井三郎                                                             |
| ナレーション     |                      | 佐藤晴男                                                             |
| 不明 その他      | N/A                  | 原田一夫 千田光男 大方斐紗子 浅井淑子 松金よね子 小山まみ 三田ゆう子 |
| 日本語版スタッフ |                      |                                                                      |
| 演出             | 演出                 | 岡本知                                                               |
| 翻訳             | 翻訳                 | 高橋京子                                                             |
| 効果             |                      |                                                                      |
| 調整             |                      |                                                                      |
| 制作             | 制作                 | グロービジョン                                                       |
| 解説             | 解説                 | 荻昌弘                                                               |
| 初回放送         | 初回放送             | 1978年10月23日 『月曜ロードショー』 21:00-22:54                      |

## 受賞
- 1976年タオルミーナ映画祭最優秀女優賞（プルネラ・ランサム）[3]
- 1977年アボリアッツ・ファンタスティック国際映画祭批評家賞（ナルシソ・イバニェス・セラドール監督）[4]

## トリビア
- ナルシソ・イバニェス・セラドール監督は当初、トム役にアンソニー・ホプキンスのキャスティングを考えていた[1]。
- 脚本のルイス・ペニャフィエルとは、セラドール監督のペンネームである。
- 舞台となるのは島だが、島内のシーンは海から400キロあまりも離れているスペイン中央部のトレド県のシルエロスという町で撮影された[1]。
- 音楽担当のワルド・デ・ロス・リオスはこれが遺作となった。
- 原作となったフアン・ホセ・プランスの小説« El juego de los niños »（子供たちの遊び）はスペインで単行本として刊行されている。もともとはプランスがラジオドラマ用に書き下ろした脚本« La isla »（島）がオリジナルであり、その後« Pánico »（パニック）という短編小説に書き直して雑誌« Cosmópolis »に掲載された。映画の題材を探していたセラドール監督に対してプランスがこの短編を提案したことから映画化の企画が始まった。さらに映画化に当たってタイトルを« El juego de los niño »と変更した上で短めの長編小説（現行のペーパーバックで180ページ）として書き直され、映画公開と同年の1976年に書籍が刊行された[5]。